# Chloraea speciosa
Chloraea speciosa är en orkidéart som beskrevs av Eduard Friedrich Poeppig. Chloraea speciosa ingår i släktet Chloraea och familjen orkidéer. Inga underarter finns listade i Catalogue of Life.